# كازيميرز دينا
كازيميرز دينا (بالبولندية: Kazimierz Deyna) (مواليد 23 أكتوبر 1947 - الوفاة 01 سبتمبر 1989) كان لاعب كرة قدم بولندي كان يلعب كلاعب وسط. سبق له أن لعب في كأس العالم لكرة القدم مع منتخب بلاده. فاز بميدالية أوليمبية في مسابقة كرة القدم. لعب خلال مسيرته 436 مباراة سجل خلالها 149 هدفاً.

## المسيرة الاحترافية

### أندية لعب لها
- ليغيا وارسو
- مانشستر سيتي
- سان دييغو سوكرز

## روابط خارجية
- كازيميرز دينا على موقع IMDb (الإنجليزية)
- كازيميرز دينا على موقع قاعدة بيانات الفيلم (الإنجليزية)

- كازيميرز دينا على موقع الاتحاد الدولي (مؤرشف)  (الإنجليزية)
- كازيميرز دينا على موقع قاعدة بيانات كرة القدم.إي يو (الإنجليزية)
- كازيميرز دينا على موقع ناشيونال فوتبول تيمز (الإنجليزية)
- كازيميرز دينا على موقع عالم كرة القدم.نت (الإنجليزية)
- كازيميرز دينا على موقع أوليمبيديا (الإنجليزية)
- كازيميرز دينا على موقع اللجنة الأولمبية البولندية (مؤرشف) (البولندية)